# Carrara
Carrara (olaszul Carrara) város és kistérségi központ (comune) Olaszország Toszkána tartományában, Massa-Carrara megyében, világhírét a környékén bányászott fehér vagy kék-szürke márványnak köszönheti. A Carrione folyó mellett, Firenzétől mintegy 100 km-re, nyugat-északnyugatra fekszik.
A város mottója: Fortitudo mea in rota („Erősségem a kerékben” latinul).

## Története
Már az i.e. IX. században volt itt település, amikor az apuáni ligurok éltek a környéken. A mai város a márványbányák munkásainak településéből alakult ki, amelyeket az ókori rómaiak az i.e. II. század elején létesítettek, miután elfoglalták Liguriát. A középkorban bizánci és lombard tulajdonban volt, majd a XIII. század elején a La Spezia-Sarzana-Brugnato római katolikus érsekség alá tartozott, mint Carrara autonóm város. A Guelf és Ghibellin pártok harcában Carrara rendszerint az utóbbihoz húzott. A püspökök 1230-ban visszaszerezték, uralmuk 1313-ig tartott, amikor a város egymás után a Pisai Köztársaság, Lucca és Firenze fennhatósága alá került. Később a Milánói Hercegség alapítója, Gian Galeazzo Visconti szerezte meg.
Miután Filippo Maria Visconti milánói herceg meghalt 1477-ben, Carrarát Sarzana ura, Tommaso Campofregoso szerezte meg, majd ismét a Malaspina család, akik a XVI. század második felében ide költöztették a signoriájukat. Carrara és Massa alakította meg Massa és Carrara Hercegséget, amely a XV. századtól a XIX. századig létezett. Az utolsó Malaspina, Cybo-Malaspinai Mária Terézia alatt, aki az utolsó Este-házi III. Herkules Rinaldo modenai herceg felesége lett, a város Modena és Reggio Hercegségének része lett. Az Este-ház utolsó uralkodó hercegét 1796-ban Bonaparte Napoléon tábornok első itáliai hadjárata során, 1796-ban fosztották meg hatalmától.
Élisa Bonaparte rövid, a napóleoni években történt uralkodása után a várost visszaadták Modenának. Olaszország egyesítéséért folyó harcok idején Carrara volt a színhelye a Domenico Cucchiari vezette népfelkelésnek, illetve itt volt Giuseppe Mazzini forradalmi tevékenységének központja is.
A márványbányászok és a kőfaragók radikális nézeteket vallottak, ami megkülönböztette őket a többiektől. A városon kívülről érkező nézetek hatással voltak a carrareiakra is. Az anarchizmus és az általános radikalizmus a kőfaragók örökségének részévé vált. A The New York Times egy 1894 -es cikke szerint 1885-ben számos radikális forradalmár menekült Belgiumból és Svájcból Carrarába, és itt alapították meg az első anarchista csoportot Olaszországban. Így a bányák környéke vált az olaszországi anarchizmus melegágyává. Carrara meg is maradt az olasz anarchizmus melegágyának, hiszen számos szervezet működik nyíltan a városban. Az anarchista márványbányászok voltak a bányák és kőfaragóműhelyek munkásmozgalmi vezetői.
1929-ben Carrara, Massa és Montignoso városait egyetlen városközpontban egyesítették Apuania név alatt. 1945-ben visszaállították a korábbi állapotot.
Carrarában alapították 1968-ban az Anarchista Szövetségek Internacionáléját, (az IFA-t).

## Főbb látnivalók

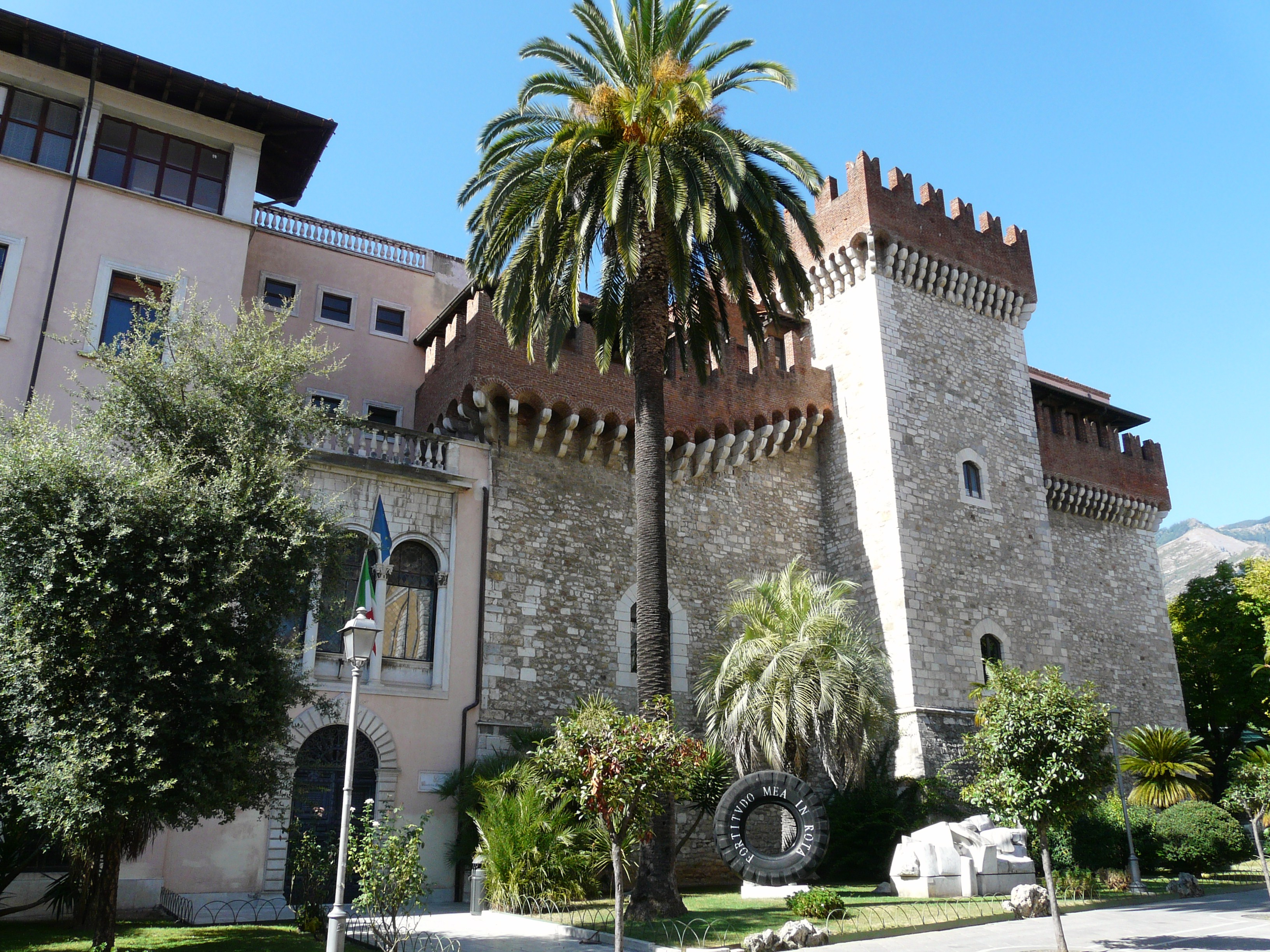
A Cybo-Malaspina palota

- A carrarai katedrális (duomo, XII. század)
- Dózse-palota (más néven Palazzo Cybo Malaspina, XVI. század), ma a Művészeti Akadémia székhelye. A korábbi lombard erődítmény helyén épült, Guglielmo Malaspina uralkodása alatt, és 1448-ban vált a dinasztia állandó székhelyévé. Két külön épületből áll: az egyik a Castello Malaspiniano, a XIII. századból, a másik a reneszánsz palota, amelyet I. Malaspina Albert kezdett el építeni a XVI. század végén. A középkori loggia alatt számos római kori emlék található.
- Szent Ferenc barokk templom és kolostor, 1623-1664 között épült I. Cybo-Malaspina Károly megrendelésére.
- Suffragio templom, 1686-ban Innocenzo Bergamini tervei alapján kezdték építeni, és a XIX. században újították fel. A homlokzatán barokk stílusú márvány portál, Carlo Finelli munkája, felette a "Madonna és a purgatórium lelkei" című dombormű látható.
- Cybo-Malaspina palota
- Madonna delle Grazie alla Lugnola szentély, 1676-ban szentelték fel, tervezője Alessandro Bergamini.
- Santa Maria Assunta szentély Toranóban. XVI. századi a homlokzata, portálja 1554-ből származik. A belseje egy főhajós, két oldalhajóval.

## Gazdaság és kultúra

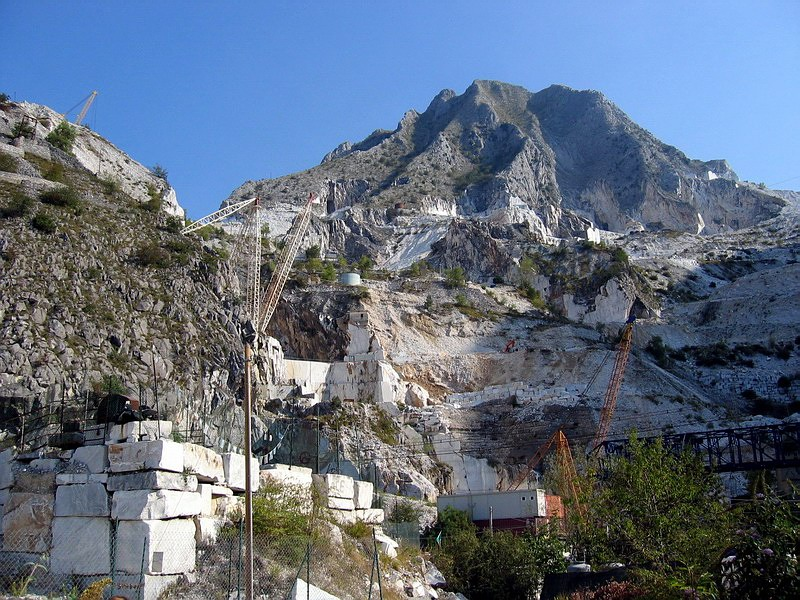
Carrarai márványbánya

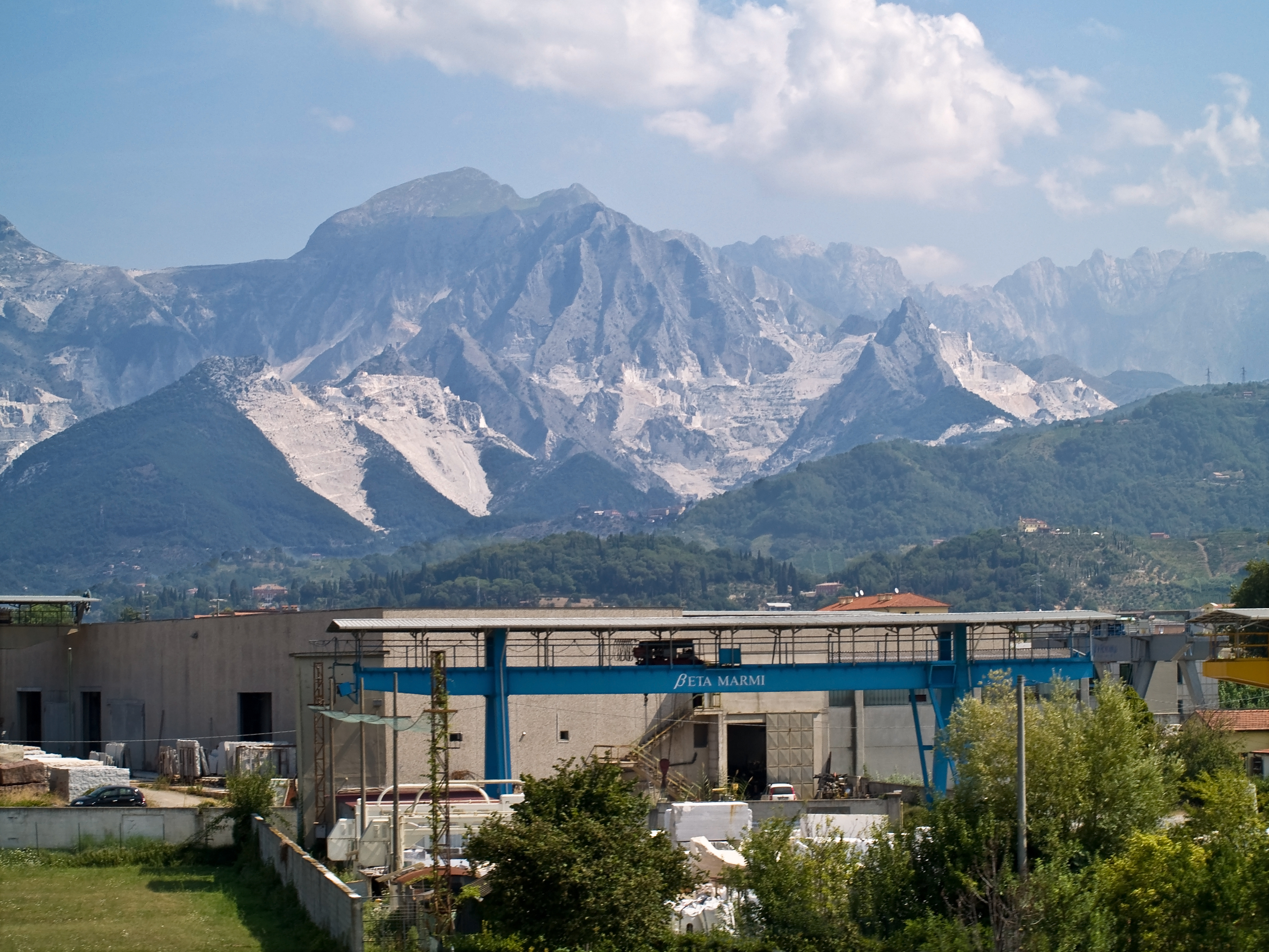
Carrarai márványbányászat

A carrarai márványt már az ókori rómaiak is használták; a Római Pantheon és Traianus-oszlop is ebből készült Rómában. A Reneszánsz számos remeke, így Michelangelo Dávid-szobra is carrarai márványból készült. Michelangelo számára a carrarai márvány minden más kőnél értékesebb volt, kivéve talán a saját pietrasantai kőfejtőjéből származó anyagot. A londoni Marble Arch és a sienai katedrális is ebből készült. A manilai katedrális belseje is carrarai márványból készült román stílusban.
Magyarországi példák a carrarai márvány felhasználására:
- Vörösmarty Mihály szobra a budapesti Vörösmarty-téren, Kallós Ede alkotása; építész: Telcs Ede (1908).
- A Magyar Állami Operaház homlokzatán a Strobl Alajos által készített két szfinx.[2]

A márványbányákon kívül a városban szobrászati és egyéb képzőművészeti akadémiák működnek, és van egy szobrászati és régészeti múzeuma is. A helyi márványt a világ minden tájára szállítják, de máshonnan származó márványt is feldolgoznak és értékesítenek.
Carrarában évente megrendezik a Nemzetközi Márványtechnológiai Vásárt, ez a Carrara Marmortec.

## A név eredete
A „Carrara” szó valószínűleg az ősi „Kar” (kő) szóból ered. Az ókori rómaiak kitermelték a márványt, Luni kikötőjében hajókra rakodták és Rómába szállították. Szent Jeromos (San Girolamo) szerint Carrara neve a „kocsi” jelentésű latin „carre” és a „hold” jelentésű „iara” szóból származik, így a város nevének jelentése kb. „A kocsira rakott hold városa”.[forrás?]

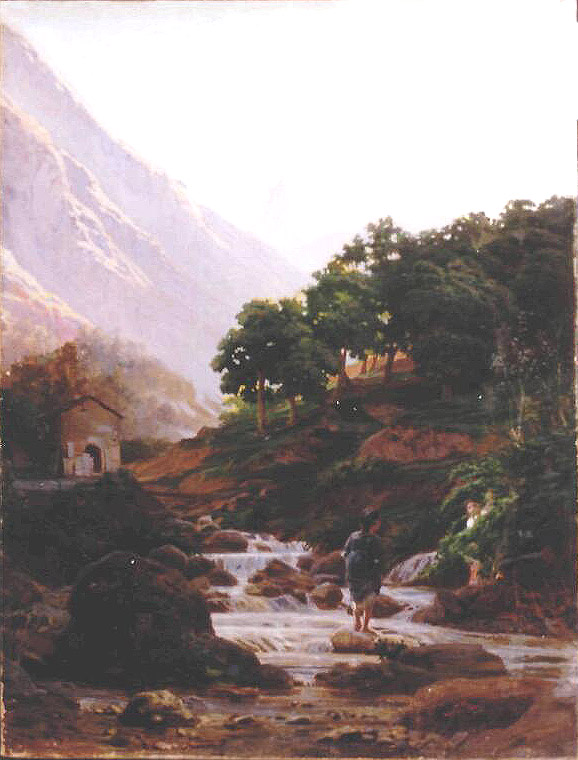
Carrara - Nikolai Ge festménye, Taganrogi Képzőművészeti Múzeum

Egy másik elmélet (Emanuele Repetti) szerint a kifejezés a francia „carrière” szóból eredeztethető, amely viszont a latin „carrariae”” – kőfejtó, kőbánya – szóból ered. „Carrara” eredete jöhet a nem-román nyelvekből is: „kair” (kelta) vagy a ligur „kar”, amelynek jelentése  „kő”, és így: „car+aria” = „köves hely”.

## Testvérvárosok
Carrara testvérvárosai:
- Jereván, Örményország[3]
- Ingolstadt, Németország
- Grasse, Franciaország
- Opole, Lengyelország[4]
- Novelda, Spanyolország
- Kragujevac, Szerbia

## Carrara híres szülöttei
- Gianluigi Buffon
- Federico Bernardeschi
- Giorgio Chinaglia
- Andrea Bolgi
- Giorgio Chinaglia
- Francesco Gabbani
- Pietro Tacca
- Cristiano Zanetti

## Fordítás
- Ez a szócikk részben vagy egészben  a   Carrara című angol Wikipédia-szócikk fordításán alapul.  Az eredeti cikk szerkesztőit annak laptörténete sorolja fel. Ez a jelzés csupán a megfogalmazás eredetét és a szerzői jogokat jelzi, nem szolgál a cikkben szereplő információk forrásmegjelöléseként.

## Külső hivatkozások
- A legszebb márvány hazájából
- Hivatalos honlap
- Carrarai időjárás
- Landsat 7 felvétel a carrarai márványbányákról, 2001. augusztus Archiválva 2008. szeptember 22-i dátummal a Wayback Machine-ben
- "Egy nap az olaszországi Carrarában" - a The New York Times diaképei